# Comuna Värska
Värska este o comună (vald) din Comitatul Põlva, Estonia. Cuprinde 1 târgușor (nucleu urban) și 34 de sate. Reședința comunei este târgușorul Värska.